# Klingenring
Der Klingenring war in seiner ursprünglichen Form ein temporärer Straßenrundkurs im Bergischen Land, der für die Straßen-Radweltmeisterschaften 1954 eingerichtet wurde. Die Strecke war etwa 15 km lang. Ab 1966 wurde auf einem Teilstück in Solingen ein Bergrennen veranstaltet, das bis 1984 ausgerichtet wurde.

## Klingenring-Bergpreis
Von 1966 bis 1984 wurde auf einem Teilstück der heutigen L 427 zwischen Wupperhof und Orth am 2. oder 3. Wochenende im September (2 Ausnahmen) der „Bergpreis zu Solingen“ oder auch das „Klingenring-Bergrennen“ von den Benzinfüchsen Solingen e. V. veranstaltet.
Die ursprünglich 2,2 km lange Strecke, auf der am 16. Oktober 1966 erstmals ein Bergrennen veranstaltet wurde, ist bis heute für den normalen Verkehr befahrbar. Die Streckenlänge wurde in den folgenden Jahren auf 2,15 km und 2,1 km sowie abschließend 1,8 km verkürzt. Mit der Streckenverkürzung veränderte sich auch der Höhenunterschied von anfänglich 147 m auf 125 m bei einer Steigung von bis zu 7 %. Die Streckenbreite wuchs von 6 m auf 8 m an.
Das erste Rennen fand am Wochenende vom 15. und 16. Oktober 1966 statt. Es erfolgten 99 Nennungen und 82 Starter wurden gewertet. Gewonnen hatte Jürgen Neuhaus in seinem Porsche Carrera 6 mit 2:51,4 Minuten. Der Streckenrekord für den Einzellauf lag bei 1:22,10 Minuten.
Bekannte Teilnehmer waren zum Beispiel Jürgen Neuhaus, Rolf Stommelen oder Herbert Stenger. Aber auch bekannte Fahrer der Region haben teilgenommen wie Willi Bergmeister oder Uwe Reich.
1971 gab es einen schweren Unfall von Udo Hoffmann, der ein paar Tage später verstarb. Er war von der Strecke abgekommen, gegen einen Baum gefahren und dann in seinem Opel Manta A eingeklemmt. Auf Grund dieses Unfalls sowie einer Beschwerde eines Anwohners fand 1972 kein Rennen statt.

## Klingenring heute
Der Klingenring wird seit 1984 nicht mehr für Bergrennen genutzt. Auch wenn es Initiativen gibt, die sich dafür einsetzten, diese Strecke wiederzubeleben, ist die Zukunft weiterhin ungewiss. Bergrennen werden zurzeit in Nordrhein-Westfalen nicht mehr veranstaltet.